# Андерсон (Аљаска)
Андерсон (енгл. Anderson) град је у америчкој савезној држави Аљаска.

## Демографија
По попису из 2010. године број становника је 246, што је 121 (-33,0%) становника мање него 2000. године.
| Група             | 2000.       | 2010.       |
| Белци             | 304 (82,8%) | 213 (86,6%) |
| Афроамериканци    | 16 (4,4%)   | 4 (1,6%)    |
| Азијати           | 1 (0,3%)    | 2 (0,8%)    |
| Хиспаноамериканци | 19 (5,2%)   | 9 (3,7%)    |
| Укупно            | 367         | 246         |